# Stenopogon texanus
Stenopogon texanus är en tvåvingeart som beskrevs av Stanley Willard Bromley 1931. Stenopogon texanus ingår i släktet Stenopogon och familjen rovflugor. Inga underarter finns listade i Catalogue of Life.